# Milà-Sanremo 2006
La Milà-Sanremo 2006, 97a edició de la Milà-Sanremo, es disputà el dissabte el 18 de març del 2006. El guanyador de la HEW Cyclassics de l'any anterior, l'italià Filippo Pozzato va ser l'únic supervivent d'una escapada que es formà al Poggio i aconseguí superar els esprintadors per pocs metres, aconseguint la clàssica més important del seu palmarès.

## Classificació General
|    | Ciclista            | Equip                  | Temps     |
| -- | ------------------- | ---------------------- | --------- |
| 1  | Filippo Pozzato     | Quick Step-Innergetic  | 6h 29'41" |
| 2  | Alessandro Petacchi | Milram                 | m. t.     |
| 3  | Luca Paolini        | Liquigas               | m. t.     |
| 4  | Tom Boonen          | Quick Step-Innergetic  | m. t.     |
| 5  | Danilo Napolitano   | Lampre-Fondital        | m. t.     |
| 6  | Óscar Freire        | Rabobank               | m. t.     |
| 7  | Stefano Garzelli    | Liquigas               | m. t.     |
| 8  | Alessandro Ballan   | Lampre-Fondital        | m. t.     |
| 9  | Martin Elmiger      | Phonak Hearing Systems | m. t.     |
| 10 | Matteo Carrara      | Lampre-Fondital        | s.t.      |